# Lernagjuch
Lernagjuch – wieś w Armenii, w prowincji Szirak. W 2011 roku liczyła 25 mieszkańców.